# Pierre-Louis Morin
Pour les articles homonymes, voir Pierre Morin.
Pierre-Louis Morin, né le 21 février 1811 dans la commune française de Nonancourt dans l’Eure, et mort le 6 octobre 1886 dans la ville canadienne de Saint-Henri de Mascouche au Québec, est un homme de sciences — architecte et arpenteur — nommé arpenteur-géomètre du gouvernement du Bas-Canada en 1850.

## Biographie
Il commence des études de dessins et d’architecture en 1825, à l’école Saint-Nicolas de Paris, succursale de l’école des Arts et Métiers, qui ferme en juillet 1830 à cause des Trois Glorieuses. Il devient chargé de cours au Petit Séminaire de Saint-Chéron, puis au Grand Séminaire de Chartres en 1831. Il entre en religion, revient à Paris en 1835, et se présente l’année suivante au Séminaire des missions étrangères.
Il rencontre Mgr Joseph Norbert Provencher, évêque de Saint-Boniface (aujourd’hui intégrée à Winnipeg, dans le Manitoba), qui cherchait à recruter dans le cadre de sa mission d’évangélisation. Pierre-Louis Morin accepte ; il part de Londres le 1er juin 1836 à destination de York Factory, dans l’Eagle de la Compagnie de la Baie d'Hudson ; il arrive le 18 octobre avec deux mois de retard, dus au naufrage du navire.
Le 8 décembre, il part à pied pour Rivière-Rouge, sa destination, avec un groupe composé d’employés de la Compagnie de la Baie d'Hudson et d’Amérindiens ; il arrive le 13 février 1837. Son parcours est retranscrit dans De Paris au lac Ouinipègue en 1837. Mgr Provencher arrive à Rivière-Rouge au printemps, mais n’est pas heureux de l’architecte, qu’il trouve de nature trop changeante ; il lui refuse la prêtrise.
Morin va alors voir les Sulpiciens de Montréal, et devient chantre en 1838 à la paroisse Notre-Dame ; il se remet rapidement aux arts décoratifs : pour la paroisse, il trace et exécute en 1839 les plans de l’autel de la Sainte-Vierge, et l’année suivante ceux du siège des chantres. Il dessine aussi en 1839 les plans de l’église de La Prairie, puis dans les années qui suivent ceux de l’école Saint-Laurent et de l’église Saint-Patrick. 
En 1842, il fait un premier voyage en France pour faire des recherches historiques, dont les résultats ont été transférés à la bibliothèques du Parlement puis conservés aux Archives nationales du Québec ; il en fait un second en 1853. Entre-temps, il est nommé arpenteur en 1843, et brille dans le domaine de l’architecture, traçant les plans de la basilique Saint-Patrick de Montréal dans un style néogothique ; en 1845, il ouvre son cabinet à Montréal. Il conçoit la cathédrale de Kingston et le Manoir Masson à Terrebonne.
Il diffuse au retour de son voyage des lithographies réalisées à Paris, et une deuxième série en 1857, accompagnée de portraits. Cette année-là, il s’installe à Québec, et devient professeur adjoint « de dessin, d’écriture et de calcul ». Il trace encore quelques plans, comme celui du Séminaire de Saint-Hyacinthe à Québec en 1865, avec l’abbé Octave Audet. Il fut membre de la Société de Géographie ainsi que Chevalier de l’Ordre du Lys.

## Sources
- David Karel, Dictionnaire des artistes de langue française en Amérique du Nord : peintres, sculpteurs, dessinateurs, graveurs, photographes, et orfèvres, Laval, Presses Université Laval, 1992, 962 p. (ISBN 2-7637-7235-8 et 9782763772356, lire en ligne), p. 584.

1. ↑  
General Inventory : mg 17 – mg 21, Archives publiques du Canada, 1971.
2. ↑  
Hélène Laperrière, Promenades montréalaises, éditions Fides, 2003, 378 p. (ISBN 2-7621-2466-2 et 9782762124668, lire en ligne), p. 105.
3. ↑  .
François Rémillard et Brian Merrett, Demeures bourgeoises de Montréal : le Mille carré doré, 1850-1930, Montréal, éditions du Méridien, 1987, 244 p. (ISBN 2-920417-08-8 et 9782920417083), p. 69.